# Hinderlaag bij Suharekë
De Hinderlaag bij Suharekë (Servisch: Zaseda kod Suve Reke) was een incident dat tijdens de Kosovo-oorlog plaatsvond toen leden van het bevrijdingsleger van Kosovo (UÇK) een konvooi van Servische interne troepen aanviel. Hierbij werden drie Servische politieagenten gedood in de buurt van het dorp Duhël, vlak bij Suharekë. De agenten kwamen om toen een auto werd geraakt door een raketwerper.
De aanval was een wraakactie na artillerieaanvallen door Servische troepen op het dorp Slapuzani
Na de hinderlaag viel het UÇK nogmaals een Servische politiepatrouille aan nabij het dorp Slivovë. Hierbij kwam één agent om het leven. In het dorp Reçak, dat werd gebruikt als uitvalsbasis voor deze hinderlagen, werden hierna een significant aantal Joegoslavische soldaten ingezet die later een bloedbad aanrichtten in het dorp.

Slag van Likošane · Slag van Prekaz · Slag van Llapushnik · Slag van Glodjane · Slag om de Belaćevac-kolenmijn · Slag om Lođa · Slag van Orahovac · Slag van Junik · Operatie Fenix · Slag van Podujevo · Slag van Košare · Albanees-Joegoslavische grensconflicten · Slag van Paštrik · Slag om Marec · Hinderlaag bij Mitrovica · Hinderlaag bij Meja · Hinderlaag bij Suharekë · Hinderlaag bij Suva Reka · Hinderlaag bij Kaçanik